# جينتا إسماعيلي
جينتا إسماعيلي (بالألبانية: Gentiana Ismajli‏) هي فنانة من كوسوفو .

## روابط خارجية
- جينتا إسماعيلي على موقع IMDb (الإنجليزية)
- جينتا إسماعيلي على موقع ميوزك برينز (الإنجليزية)